# Eagris decastigma
Eagris decastigma är en fjärilsart som beskrevs av Paul Mabille 1891. Eagris decastigma ingår i släktet Eagris och familjen tjockhuvuden. Inga underarter finns listade i Catalogue of Life.